# CB Alicante
Club Balonmano Alicante (CB Alicante), även känd som Club Balonmano Calpisa (CB Calpisa), var en spansk handbollsklubb från Alicante i regionen Valencia. Klubben bildades 1952 och upplöstes 1993.

## Klubbnamn
- CD Obras del Puerto (1954–1972)
- Obras del Puerto Calpisa (1972–1974)
- CB Calpisa (1974–1981)
- CB Calpisa-Hércules (1981–1982)
- CB Tecnisa (1982–1985)
- CB Tecnisán (1985–1988)
- CB Helados Alacant (1988–1992)
- CB Alicante-Benidorm (1992–1993)

## Meriter
- Cupvinnarcupen-mästare 1980
- Spanska mästare fyra gånger: 1975, 1976, 1977 och 1978
- Copa del Rey fyra gånger: 1975, 1976, 1977 och 1980

## Spelare i urval
- Javier Cabanas (1978–1982, 1985–1988)
- Robert Hedin (1992–1993)
- Dragan Mladenović (1990–1991)
- Juan Francisco Muñoz (1977–1981)